# Luyia (peuple)
Pour les articles homonymes, voir Luyia.
Les Luyia sont une population bantoue d'Afrique de l'Est établie à l'extrême ouest du Kenya, entre le Lac Victoria et le Mont Elgon, seize tribus différentes au Kenya, quatre en Ouganda et une au nord de la Tanzanie[réf. nécessaire].
Ils forment le deuxième groupe ethnique du Kenya avec plus de 6 millions d'individus dénombrés lors du recensement de 2019. Ils peuplent une région peu étendue, mais la densité de population y est la plus élevée du pays.

## Ethnonymie
Selon les sources et le contexte, on observe plusieurs variantes :  Abaluhya, Abaluyia, Abanyala, Baluyia, Luhya, Luyias.

## Langues
Ils parlent plusieurs langues bantoues du groupe luyia, telles que : lubukusu luidakho-luisukha-lutirichi, lukabaras, lulogooli, lutachoni, nyala, olukhayo, olumarachi, olumarama, olunyole, olushisa, olutsotso, oluwanga, saamia.